# Uciana (stacja kolejowa)
Uciana (lit. Utena) – stacja kolejowa w miejscowości Ąžuolija, w rejonie uciańskim, w okręgu uciańskim, na Litwie. Stacja krańcowa linii z Nowych Święcian.

## Historia
Stacja powstała pod koniec XIX w. na linii wąskotorowej Postawy - Nowe Święciany - Poniewież. Stacją szerokotorową została w okresie sowieckim.
Od 2001 ze stacji nie jest prowadzony ruch pasażerski.